# Chelicerca montazul
Chelicerca montazul is een insectensoort uit de familie Anisembiidae, die tot de orde webspinners (Embioptera) behoort. De soort komt voor in Costa Rica.
Chelicerca montazul is voor het eerst wetenschappelijk beschreven door Ross in 2003.